# Enconista perspersaria
Enconista perspersaria är en fjärilsart som beskrevs av Philogène Auguste Joseph Duponchel 1830. Enconista perspersaria ingår i släktet Enconista och familjen mätare. Inga underarter finns listade i Catalogue of Life.